# Plagiotremus azaleus
Plagiotremus azaleus är en fiskart som först beskrevs av Jordan och Bollman, 1890.  Plagiotremus azaleus ingår i släktet Plagiotremus och familjen Blenniidae. IUCN kategoriserar arten globalt som livskraftig. Inga underarter finns listade i Catalogue of Life.